# Pol Galofre i Molero
Pol Galofre i Molero (Barcelona, 1987) és un activista trans i feminista català. És tècnic de so, graduat en cinema i audiovisuals a l'ESCAC i especialitzat en arts visuals i cinema documental, professor al Màster Gènere i Comunicació de la Universitat Autònoma de Barcelona i dinamitzador d'espais culturals amb la voluntat de trencar la dictadura de gènere.

## Activisme
Des del 2005 participa activament en la lluita trans i feminista en l'àmbit barceloní, coordinant projectes com Cultura Trans (impulsat per altres activistes com Miquel Missé) o Espai Trans, com a formador sobre diversitat sexual i de gènere amb perspectiva interseccional, com a dinamitzador al Centre LGTBI de Barcelona o com a docent a la UAB i l'Espai DebuT, entre d'altres.
Juntament amb Brigitte Vasallo, el 2015 va realitzar el projecte "TransRaval" sobre gentrificació, homonacionalisme i Islam queer, que es va materialitzar al Centre d'Arts Santa Mònica en forma de debats, xerrades i projeccions cinematogràfiques. Amb Bel Olid va realitzar el projecte "Ésser lliure", que va ser un dels guanyadors en el festival Ingràvid del 2015 i que també va ser exposat al Centre d'Arts Santa Mònica.

## Vida privada
El juny del 2020 l'escriptora Bel Olid, que ja tenia dos fills d'una relació anterior i amb qui s'havia casat l'any anterior, va anunciar al seu compte de Twitter que en Pol estava esperava una criatura amb la frase «El meu marit està embarassat!». En una entrevista amb el diari Ara en la qual va parlar sobre el seu estat i sobre els drets reproductius de les persones trans va explicar que, com a pare gestant i home trans, la relació amb el sistema de salut públic era una experiència positiva. També va comptar amb el suport del servei Trànsit d'atenció a les persones trans, programa fundat per Rosa Almirall que, al seu torn, va ser la seva ginecòloga; el fet de no haver-se canviat la menció de sexe en el DNI va fer que, a diferència d'altres homes trans com el madrileny Rubén Castro, no tingués problemes en ser derivat a ginecologia.
L'anunci de la seva paternitat va coincidir amb el debat del govern espanyol sobre una llei trans que garantís l'autodeterminació de gènere, i que finalment va ser aprovada el juny de 2022. Tant en Pol com la Bel es van mostrar decidits a criar la criatura de manera neutra, evitant imposar-li expectatives de gènere. En una entrevista de 2021 va parlar obertament sobre els procés d'embaràs, els canvis físics que va experimentar durant aquest, el postpart i l'alletament en públic i sobre el rol de pare. Va explicar-hi que als 18 anys va decidir fer-se una reducció mamària i no una mastectomia perquè tenia clar que en el futur volia tenir criatures i lactar i que, per tal de no reproduir rols i estructures patriarcals, criaven la criatura de manera no binària, tant emprant el llenguatge no binari com evitant la imposició de la feminitat o la masculinitat obligatòries.

## Obres
En l'àmbit audiovisual, ha realitzat el curtmetratge documental Feines per gent valenta (2015), per a l'Ajuntament de Barcelona i col·lectivament el curtmetratge Les coses que importen (2016), premiat al festival Dona'm cine. Com a dissenyador de so ha treballat en el documental EnFemme, dirigit per l'antropòloga Alba Barbé i Serra, sobre la comunitat de cross-dressers a Barcelona. Ha participat també a Serás hombre, dirigit per Isabel de Ocampo, un documental que retrata la societat masclista actual i que reflexiona sobre aquest i la violència contra les dones.
També ha escrit articles en mitjans com Pikara Magazine o Idem i ha coescrit llibres d'assaig i un de literatura infantil:
- Políticas Trans: Una antología de textos desde los estudios trans norteamericanos. Barcelona/Madrid. Editorial Egales, 2016. (Amb Miquel Missé)[20]
- "Prótesis", a Barbarismos queer y otras esdrújulas. Barcelona. Edicions Bellaterra, 2017[21]
- Les aventures extrabombàstiques de la Frederica Bladuliqui (i els perversos ximplumstimflins). Barcelona. Animallibres, 2020. (Amb Bel Olid i il·lustracions de Màriam Ben-Arab)[22][23]
- "Pasar, ¡qué complicado!", a TRANS*exualidades. Acompañamiento, factores de salud y recursos educativos. Edicions Bellaterra. (R./Lucas Platero i altres autors)[24]
- (h)amor6 trans. Continta me tienes, 2021. (R./Lucas Platero i altres autors)[25][26]